# Tour der British Lions nach Neuseeland und Australien 1908
| Tour der British Lions nach Neuseeland und Australien 1908 | Tour der British Lions nach Neuseeland und Australien 1908 | Tour der British Lions nach Neuseeland und Australien 1908 | Tour der British Lions nach Neuseeland und Australien 1908 | Tour der British Lions nach Neuseeland und Australien 1908 |
| Übersicht                                                  | S                                                          | G                                                          | U                                                          | N                                                          |
| ---------------------------------------------------------- | ---------------------------------------------------------- | ---------------------------------------------------------- | ---------------------------------------------------------- | ---------------------------------------------------------- |
| Test Matches                                               | 03                                                         | 0                                                          | 1                                                          | 2                                                          |
| Sonstige Spiele                                            | 24                                                         | 17                                                         | 0                                                          | 7                                                          |
| Gesamt                                                     | 27                                                         | 17                                                         | 1                                                          | 9                                                          |
|                                                            |                                                            |                                                            |                                                            |                                                            |
| Neuseeland                                                 | 03                                                         | 0                                                          | 1                                                          | 2                                                          |

Die Tour der British Lions nach Neuseeland und Australien 1908 war eine Rugby-Union-Tour der als British Isles bezeichneten Auswahlmannschaft (der heutigen British and Irish Lions). Sie reiste von Mai bis September 1908 nach Neuseeland und Australien. Während dieser Zeit bestritten die Briten 27 Spiele, davon 18 in Neuseeland und neun in Australien. Eine alternative Bezeichnung für die Tour ist Anglo-Welsh Tour, da lediglich englische und walisische Spieler der Mannschaft angehörten, aber keine Iren oder Schotten. In den 24 Begegnungen mit regionalen Auswahlteams mussten die Briten sieben Niederlagen hinnehmen. Es standen drei Test Matches gegen die neuseeländische Nationalmannschaft auf dem Programm, wobei nur ein Unentschieden gelang.
In Wales stieß die Tour auf wenig Gegenliebe, da ausschließlich Spieler aus gehobenen Schichten ausgewählt worden waren. Die Welsh Rugby Union verweigerte die offizielle Unterstützung und erklärte, in Zukunft sollten die Spieler „unabhängig von ihrer sozialen Stellung ausgewählt“ werden.

## Spielplan
- Hintergrundfarbe grün = Sieg
- Hintergrundfarbe gelb = Unentschieden
- Hintergrundfarbe rot = Niederlage

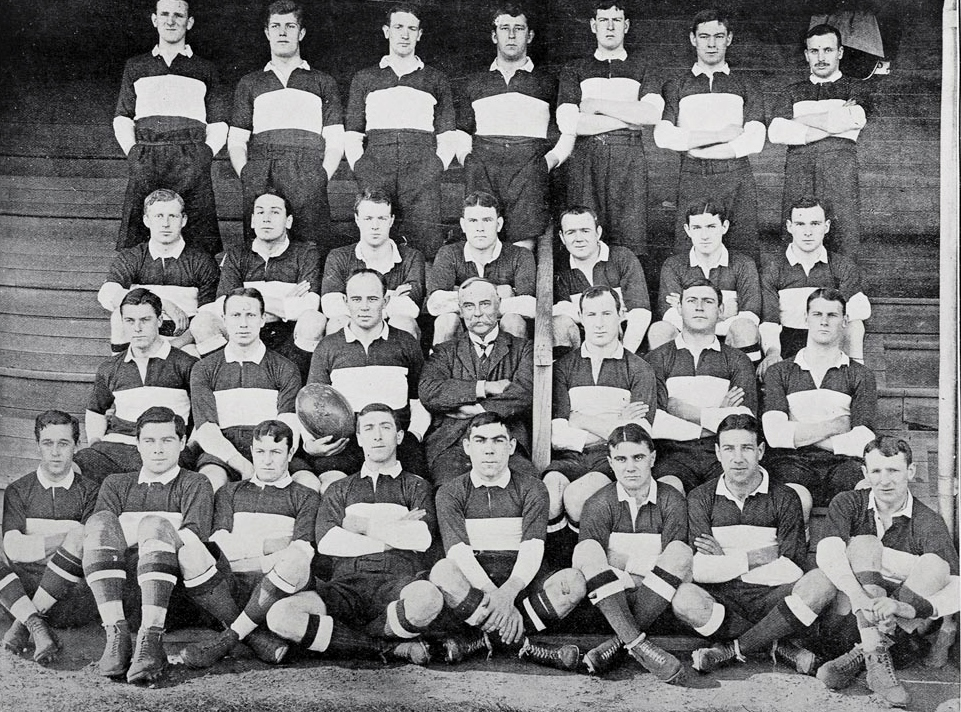
Gruppenfoto des britischen Teams 1908

(Test Matches sind grau unterlegt; Ergebnisse aus der Sicht der Lions)

### Spiele in Neuseeland
| #  | Datum         | Gegner                                     | Ort              | Stadion        | Ergebnis |
| -- | ------------- | ------------------------------------------ | ---------------- | -------------- | -------- |
| 01 | 23. Mai 1908  | Bush & Wairarapa Rugby Football Union      | Masterton        |                | 17:5     |
| 02 | 27. Mai 1908  | Wellington Rugby Football Union            | Wellington       | Athletic Park  | 13:19    |
| 03 | 30. Mai 1908  | Otago Rugby Football Union                 | Dunedin          | Carisbrook     | 6:9      |
| 04 | 03. Juni 1908 | Southland Rugby Football Union             | Invercargill     | Rugby Park     | 14:8     |
| 05 | 06. Juni 1908 | Neuseeland                                 | Dunedin          | Carisbrook     | 5:32     |
| 06 | 10. Juni 1908 | South Canterbury Rugby Football Union      | Timaru           |                | 12:6     |
| 07 | 13. Juni 1908 | Canterbury Rugby Football Union            | Christchurch     | Lancaster Park | 8:13     |
| 08 | 17. Juni 1908 | West Coast & Buller Rugby Football Union   | Greymouth        | Rugby Park     | 22:3     |
| 09 | 20. Juni 1908 | Nelson Bays & Marlborough Rugby Union      | Nelson           | Trafalgar Park | 12:0     |
| 10 | 27. Juni 1908 | Neuseeland                                 | Wellington       | Athletic Park  | 3:3      |
| 11 | 01. Juli 1908 | Hawke’s Bay Rugby Union                    | Napier           |                | 25:3     |
| 12 | 04. Juli 1908 | Poverty Bay Rugby Football Union           | Gisborne         | Rugby Park     | 26:0     |
| 13 | 08. Juli 1908 | Manawatu & Horowhenua Rugby Football Union | Palmerston North |                | 12:3     |
| 14 | 11. Juli 1908 | Whanganui Rugby Football Union             | Wanganui         |                | 9:6      |
| 15 | 15. Juli 1908 | Taranaki Rugby Football Union              | New Plymouth     |                | 0:5      |
| 16 | 18. Juli 1908 | Auckland Rugby Football Union              | Auckland         | Potter’s Park  | 0:11     |
| 17 | 21. Juli 1908 | Bay of Plenty Māori                        | Rotorua          |                | 24:3     |
| 18 | 25. Juli 1908 | Neuseeland                                 | Auckland         | Potter’s Park  | 0:29     |

### Spiele in Australien
| #  | Datum              | Gegner                   | Ort       | Stadion               | Ergebnis |
| -- | ------------------ | ------------------------ | --------- | --------------------- | -------- |
| 19 | 05. August 1908    | New South Wales Waratahs | Sydney    | Sydney Cricket Ground | 3:0      |
| 20 | 08. August 1908    | New South Wales Waratahs | Sydney    | Sydney Cricket Ground | 8:0      |
| 21 | 12. August 1908    | Western Districts        | Orange    |                       | 10:15    |
| 22 | 15. August 1908    | Sydney Rugby Union       | Sydney    |                       | 16:13    |
| 23 | 19. August 1908    | City of Newcastle        | Newcastle |                       | 32:0     |
| 24 | 22. August 1908    | New South Wales Waratahs | Sydney    | Sydney Cricket Ground | 3:6      |
| 25 | 26. August 1908    | Queensland Reds          | Brisbane  | Exhibition Ground     | 20:3     |
| 26 | 29. August 1908    | Queensland Reds          | Brisbane  | Exhibition Ground     | 11:8     |
| 27 | 02. September 1908 | Brisbane City            | Brisbane  |                       | 26:3     |

## Test Matches
| 6. Juni 1908 | Neuseeland | 32 : 5         | Großbritannien                      | Carisbrook, Dunedin Zuschauer: 23.000 Schiedsrichter: James Duncan (Neuseeland) |
| 6. Juni 1908 | Versuche: Cameron Hunter Mitchinson (2) Roberts (2) Thomson Erhöhungen: Francis Gillett (2) Roberts Straftritte: Roberts | (21:0) Bericht | Versuche: Gibbs Erhöhungen: Jackson | Carisbrook, Dunedin Zuschauer: 23.000 Schiedsrichter: James Duncan (Neuseeland) |

Aufstellungen:
- Neuseeland: Donald Cameron, Steve Casey, John Colman, Bill Cunningham, Arthur Francis, George Gillett, Edward Hughes, Jimmy Hunter, Alex McDonald, Frank Mitchinson, Frederick Roberts, Charles Seeling, Billy Stead , Hector Thomson, Ranji Wilson
- Großbritannien: Herbert Archer, James Davey, Robert Dibble, Percy Down, Reginald Gibbs, Arthur Harding , John Jackett, Frederick Jackson, Jack Jones, Gerald Kyrke, Herbert Laxon, William Oldham, John Ritson, Henry Vassall, Johnny Williams

| 27. Juni 1908 | Neuseeland           | 3 : 3   | Großbritannien  | Athletic Park, Wellington Zuschauer: 10.000 Schiedsrichter: Angus Campbell (Neuseeland) |
| 27. Juni 1908 | Straftritte: Francis | Bericht | Versuche: Jones | Athletic Park, Wellington Zuschauer: 10.000 Schiedsrichter: Angus Campbell (Neuseeland) |

Aufstellungen:
- Neuseeland: Patrick Burns, Donald Cameron, Bill Cunningham, Arthur Francis, Frank Fryer, Donaldson Gray, Donald Hamilton, Jimmy Hunter , Frank Mitchinson, Peter Murray, Alexander Paterson, William Reedy, Charles Seeling, Billy Wallace, Ranji Wilson
- Großbritannien: Herbert Archer, Robert Dibble, Percy Down, Reginald Gibbs, Arthur Harding , Guy Hind, John Jackett, Jack Jones, James Jones, Patrick McEvedy, Edgar Morgan, William Morgan, Thomas Smith, Henry Vassall, Johnny Williams

| 25. Juli 1908 | Neuseeland                                                                               | 29 : 0         | Großbritannien | Potter’s Park, Auckland Zuschauer: 12.000 Schiedsrichter: Angus Campbell (Neuseeland) |
| 25. Juli 1908 | Versuche: Deans Francis Gillett Glasgow Hayward Hunter Mitchinson (3) Erhöhungen: Colman | (12:0) Bericht |                | Potter’s Park, Auckland Zuschauer: 12.000 Schiedsrichter: Angus Campbell (Neuseeland) |

Aufstellungen:
- Neuseeland: Donald Cameron, John Colman, Bill Cunningham, Robert Deans, Arthur Francis, George Gillett, Francis Glasgow, Harold Hayward, Jimmy Hunter, Frank Mitchinson, Alexander Paterson, William Reedy, Frederick Roberts, Charles Seeling, Billy Stead
- Großbritannien: Herbert Archer, Frederick Chapman, Robert Dibble, Percy Down, Arthur Harding , Guy Hind, John Jackett, Jack Jones, James Jones, Patrick McEvedy, Edgar Morgan, William Morgan, Thomas Smith, Henry Vassall, Jack Williams

## Kader

### Management
- Tourmanager: George Harnett
- Kapitän: Arthur Harding

### Spieler
| Spieler           | Position         | Mannschaft                |
| ----------------- | ---------------- | ------------------------- |
| James Davey       | Halbspieler      | Redruth RFC               |
| Herbert Laxon     | Halbspieler      | Cambridge University RUFC |
| William Morgan    | Halbspieler      | Cardiff RFC               |
| G. L. Williams    | Halbspieler      | Liverpool                 |
| Frederick Chapman | Dreiviertelreihe | Westoe RFC                |
| Reginald Gibbs    | Dreiviertelreihe | Cardiff RFC               |
| Rowland Griffiths | Dreiviertelreihe | Newport RFC               |
| Jack Jones        | Dreiviertelreihe | Pontypool RFC             |
| James Jones       | Dreiviertelreihe | Guy’s Hospital            |
| Patrick McEvedy   | Dreiviertelreihe | Guy’s Hospital            |
| Henry Vassall     | Dreiviertelreihe | Blackheath FC             |
| Johnny Williams   | Dreiviertelreihe | Cardiff RFC               |
| John Dyke         | Schlussmann      | Penarth RFC               |
| Edward Jackett    | Schlussmann      | Leicester Tigers          |

| Spieler           | Position | Mannschaft              |
| ----------------- | -------- | ----------------------- |
| Herbert Archer    | Stürmer  | Guy’s Hospital          |
| Robert Dibble     | Stürmer  | Bridgwater & Albion RFC |
| Percy Down        | Stürmer  | Bristol Rugby           |
| R. K. Green       | Stürmer  | Neath RFC               |
| Arthur Harding    | Stürmer  | Cardiff RFC             |
| Guy Hind          | Stürmer  | Guy’s Hospital          |
| Frederick Jackson | Stürmer  | Leicester Tigers        |
| Gerald Kyrke      | Stürmer  | Marlborough Nomads      |
| Edgar Morgan      | Stürmer  | Swansea RFC             |
| William Oldham    | Stürmer  | Coventry RFC            |
| John Ritson       | Stürmer  | Northern FC             |
| Thomas Smith      | Stürmer  | Leicester Tigers        |
| L. S. Thomas      | Stürmer  | Penarth RFC             |
| Jack Williams     | Stürmer  | London Welsh RFC        |